# F3 tedesca 2006
La stagione 2006 della F3 tedesca ha avuto inizio il 23 aprile e si è conclusa il 1º ottobre sul circuito di Oschersleben dopo 18 gare in 9 appuntamenti (gara doppia per ogni week-end) sui circuiti di Oschersleben, Assen, Hockenheim, Nürburgring, Salzburgring e sull'ovale del Lausitzring. Il campionato 2006 ha suscitato molto interesse tra gli addetti ai lavori per la presenza di vetture di 4 costruttori diversi, il che ha permesso di delineare una mappa prestazionale delle vetture dei diversi costruttori (Dallara, Lola, Ligier e SLC). La stagione è stata dominata dalle Lola ufficiali affidate ai team JB e HS, con la vittoria finale del pilota Lola cinese Ho-Pin Tung, vittoria storica in quanto nessun pilota cinese si era mai imposto in una competizione europea automobilistica; la "classe B" è stata invece dominata dal lettone Harald Schlegelmilch, che spesso è riuscito a stare tra i primissimi anche in classifica assoluta.

## Gare
01. Oschersleben ( Germania) (22-23/04/2006)
Ordine d'arrivo Gara 1: (13 giri per un totale di 47,684 km)
Polesitter: Nico Hülkenberg ( Germania) (Dallara 306-Opel - Kaufmann) in 1'42.451
Classifica assoluta:
1. Ho-Pin Tung ( Cina) (Lola B06/30-Opel - JB) in 25'02.508
2. Renger Van der Zande ( Paesi Bassi) (Dallara 306-Mercedes - Seyffarth) a 2"243
3. Dominik Schraml ( Germania) (Dallara 306-Opel - SRT) a 8"068
4. Riccardo Azzoli ( Italia) (SLC R1-006-Opel - Target) a 9"058
5. Ferdinand Kool ( Paesi Bassi) (Lola B06/30-Opel - JB) a 9"384
6. Recardo Bruins ( Corea del Sud) (Dallara 306-Opel - Van Amersfoort) a 9"698
7. Salvatore Gatto ( Italia) (SLC R1-006-Opel - Target) a 12"438
8. Harald Schlegelmilch ( Lettonia) (Dallara 304-Opel - HS) a 12"894
9. Hiroyuki Matsumura ( Giappone) (Dallara 306-Opel - SRT) a 13"365
10. Ronny Wechselberger ( Germania) (Dallara 304-Opel - Schwadtke) a 14"182

Classe B:
1. Harald Schlegelmilch ( Lettonia) (Dallara 304-Opel - HS)
2. Ronny Wechselberger ( Germania) (Dallara 304-Opel - Schwadtke)
3. Johannes Theobald ( Germania) (Dallara 304-Mercedes - Seyffarth)
4. Marcello Thomaz ( Brasile) (Dallara 304-Opel - SRT)
5. Rolf Biland ( Svizzera) (Dallara 304-Toyota - Schuler)
6. Natacha Gachnang ( Svizzera) (Dallara 304-Opel - Bordoli)
7. Denis Watt ( Austria) (Dallara 304-Opel - Wöss)
8. Martin Konrad ( Austria) (Dallara 304-Opel - Wöss)
9. Pablo Sander ( Germania) (Dallara 304-Renault - Leipert)
10. Helmut Ebert ( Germania) (Dallara 304-Opel - Rossler)

Ordine d'arrivo Gara 2: (18 giri per un totale di 66,024 km)
Polesitter: Nico Hülkenberg ( Germania) (Dallara 306-Opel - Kaufmann) in 1'37.744
Classifica assoluta:
1. Joey Foster ( Regno Unito) (Lola B06/30-Opel - HS) in 25'16.490
2. Nico Hülkenberg ( Germania) (Dallara 306-Opel - Kaufmann) a 0"486
3. Harald Schlegelmilch ( Lettonia) (Dallara 304-Opel - HS) a 5"602
4. Riccardo Azzoli ( Italia) (SLC R1-006-Opel - Target) a 9"915
5. Ferdinand Kool ( Paesi Bassi) (Lola B06/30-Opel - JB) a 11"619
6. Ho-Pin Tung ( Cina) (Lola B06/30-Opel - JB) a 14"855
7. Dominik Schraml ( Germania) (Dallara 306-Opel - SRT) a 26"232
8. Ronny Wechselberger ( Germania) (Dallara 304-Opel - Schwadtke) a 33"451
9. Natacha Gachnang ( Svizzera) (Dallara 304-Opel - Bordoli) a 33"990
10. Salvatore Gatto ( Italia) (SLC R1-006-Opel - Target) a 34"634

Classe B:
1. Harald Schlegelmilch ( Lettonia) (Dallara 304-Opel - HS)
2. Ronny Wechselberger ( Germania) (Dallara 304-Opel - Schwadtke)
3. Natacha Gachnang ( Svizzera) (Dallara 304-Opel - Bordoli)
4. Johannes Theobald ( Germania) (Dallara 304-Mercedes - Seyffarth)
5. Marcello Thomaz ( Brasile) (Dallara 304-Opel - SRT)
6. Pablo Sander ( Germania) (Dallara 304-Renault - Leipert)
7. Rolf Biland ( Svizzera) (Dallara 304-Toyota - Schuler)
8. Petr Samek ( Rep. Ceca) (Dallara 304-Opel - KFR)
9. Christer Jons ( Germania) (Dallara 304-Opel - JMS)
10. Marcel Schuler ( Germania) (Dallara 304-Toyota - Schuler)

02. Hockenheim ( Germania) (29-30/04/2006)
Ordine d'arrivo Gara 1: (16 giri per un totale di 73,184 km)
Polesitter: Ferdinand Kool ( Paesi Bassi) (Lola B06/30-Opel - JB) in 1'36.714
Classifica assoluta:
1. Joey Foster ( Regno Unito) (Lola B06/30-Opel - HS) in 26'15.747
2. Recardo Bruins ( Corea del Sud) (Dallara 306-Opel - Van Amersfoort) a 3"639
3. Ferdinand Kool ( Paesi Bassi) (Lola B06/30-Opel - JB) a 7"282
4. Renger Van der Zande ( Paesi Bassi) (Dallara 306-Mercedes - Seyffarth) a 8"066
5. Nico Hülkenberg ( Germania) (Dallara 306-Opel - Kaufmann) a 10"251
6. Ho-Pin Tung ( Cina) (Lola B06/30-Opel - JB) a 10"778
7. Harald Schlegelmilch ( Lettonia) (Dallara 304-Opel - HS) a 11"696
8. Riccardo Azzoli ( Italia) (SLC R1-006-Opel - Target) a 19"472
9. Johannes Theobald ( Germania) (Dallara 304-Mercedes - Seyffarth) a 23"642
10. Salvatore Gatto ( Italia) (SLC R1-006-Opel - Target) a 24"435

Classe B:
1. Harald Schlegelmilch ( Lettonia) (Dallara 304-Opel - HS)
2. Johannes Theobald ( Germania) (Dallara 304-Mercedes - Seyffarth)
3. Ronny Wechselberger ( Germania) (Dallara 304-Opel - Schwadtke)
4. Rolf Biland ( Svizzera) (Dallara 304-Toyota - Schuler)
5. Marcello Thomaz ( Brasile) (Dallara 304-Opel - SRT)
6. Petr Samek ( Rep. Ceca) (Dallara 304-Opel - KFR)
7. Pablo Sander ( Germania) (Dallara 304-Renault - Leipert)
8. Christopher Kuntz ( Germania) (Dallara 301-Opel - Wöss)
9. Helmut Ebert ( Germania) (Dallara 304-Opel - Rossler)
10. Denis Watt ( Austria) (Dallara 304-Opel - Wöss)

Ordine d'arrivo Gara 2: (16 giri per un totale di 73,184 km)
Polesitter: Nico Hülkenberg ( Germania) (Dallara 306-Opel - Kaufmann) in 1'37.774
Classifica assoluta:
1. Nico Hülkenberg ( Germania) (Dallara 306-Opel - Kaufmann) in 26'23"468
2. Ferdinand Kool ( Paesi Bassi) (Lola B06/30-Opel - JB) a 2"102
3. Renger Van der Zande ( Paesi Bassi) (Dallara 306-Mercedes - Seyffarth) a 2"365
4. Joey Foster ( Regno Unito) (Lola B06/30-Opel - HS) a 4"191
5. Ho-Pin Tung ( Cina) (Lola B06/30-Opel - JB) a 5"709
6. Riccardo Azzoli ( Italia) (SLC R1-006-Opel - Target) a 14"462
7. Salvatore Gatto ( Italia) (SLC R1-006-Opel - Target) a 24"920
8. Johannes Theobald ( Germania) (Dallara 304-Mercedes - Seyffarth) a 28"245
9. Natacha Gachnang ( Svizzera) (Dallara 304-Opel - Bordoli) a 30"221
10. Ronny Wechselberger ( Germania) (Dallara 304-Opel - Schwadtke) a 34"258

Classe B:
1. Johannes Theobald ( Germania) (Dallara 304-Mercedes - Seyffarth)
2. Natacha Gachnang ( Svizzera) (Dallara 304-Opel - Bordoli)
3. Ronny Wechselberger ( Germania) (Dallara 304-Opel - Schwadtke)
4. Marcello Thomaz ( Brasile) (Dallara 304-Opel - SRT)
5. Rolf Biland ( Svizzera) (Dallara 304-Toyota - Schuler)
6. Marcel Schuler ( Germania) (Dallara 304-Toyota - Schuler)
7. Christer Jons ( Germania) (Dallara 304-Opel - JMS)
8. Pablo Sander ( Germania) (Dallara 304-Renault - Leipert)
9. Christopher Kuntz ( Germania) (Dallara 301-Opel - Wöss)
10. Petr Samek ( Rep. Ceca) (Dallara 304-Opel - KFR)

03. Nurburgring (Circuito corto) ( Germania) (27-28/05/2006)
Ordine d'arrivo Gara 1: (18 giri per un totale di 65,322 km)
Polesitter: Riccardo Azzoli ( Italia) (SLC R1-006-Opel - Target) in 1'29.948
Classifica assoluta:
1. Joey Foster ( Regno Unito) (Lola B06/30-Opel - HS) in 25'14.663
2. Riccardo Azzoli ( Italia) (SLC R1-006-Opel - Target) a 5"474
3. Harald Schlegelmilch ( Lettonia) (Dallara 304-Opel - HS) a 5"970
4. Ferdinand Kool ( Paesi Bassi) (Lola B06/30-Opel - JB) a 7"474
5. Ho-Pin Tung ( Cina) (Lola B06/30-Opel - JB) a 9"365
6. Cyndie Allemann ( Svizzera) (Dallara 306-Mercedes - Seyffarth) a 32"179
7. Johannes Theobald ( Germania) (Dallara 304-Mercedes - Seyffarth) a 43"184
8. Norman Knop ( Germania) (Dallara 306-Opel - Leipert) a 44"794
9. Natacha Gachnang ( Svizzera) (Dallara 306-Opel - Bordoli) a 45"542
10. Rolf Biland ( Svizzera) (Dallara 304-Toyota - Schuler) a 51"310

Classe B:
1. Harald Schlegelmilch ( Lettonia) (Dallara 304-Opel - HS)
2. Johannes Theobald ( Germania) (Dallara 304-Mercedes - Seyffarth)
3. Rolf Biland ( Svizzera) (Dallara 304-Toyota - Schuler)
4. Christer Jons ( Germania) (Dallara 304-Opel - JMS)
5. Petr Samek ( Rep. Ceca) (Dallara 304-Opel - KFR)
6. Hiroyuki Matsumura ( Giappone) (Dallara 304-Opel - SRT)
7. Helmut Ebert ( Germania) (Dallara 304-Opel - Rossler)
8. Martin Konrad ( Austria) (Dallara 304-Opel - Wöss)
9. Denis Watt ( Austria) (Dallara 304-Opel - Wöss)
10. Ronny Wechselberger ( Germania) (Dallara 304-Opel - Schwadtke)

Ordine d'arrivo Gara 2: (18 giri per un totale di 65,322 km)
Polesitter: Ferdinand Kool ( Paesi Bassi) (Lola B06/30-Opel - JB) in 1'24.829
Classifica assoluta:
1. Joey Foster ( Regno Unito) (Lola B06/30-Opel - HS) in 25'04.663
2. Ho-Pin Tung ( Cina) (Lola B06/30-Opel - JB) a 6"004
3. Ferdinand Kool ( Paesi Bassi) (Lola B06/30-Opel - JB) a 9"141
4. Renger Van der Zande ( Paesi Bassi) (Dallara 306-Mercedes - Seyffarth) a 10"071
5. Recardo Bruins ( Corea del Sud) (Dallara 306-Opel - Van Amersfoort) a 17"845
6. Johannes Theobald ( Germania) (Dallara 304-Mercedes - Seyffarth) a 19"402
7. Riccardo Azzoli ( Italia) (SLC R1-006-Opel - Target) a 19"745
8. Nico Hülkenberg ( Germania) (Dallara 306-Opel - Kaufmann) a 21"757
9. Cyndie Allemann ( Svizzera) (Dallara 306-Mercedes - Seyffarth) a 22"378
10. Natacha Gachnang ( Svizzera) (Dallara 304-Opel - Bordoli) a 22"651

Classe B:
1. Johannes Theobald ( Germania) (Dallara 304-Mercedes - Seyffarth)
2. Harald Schlegelmilch ( Lettonia) (Dallara 304-Opel - HS)
3. Christer Jons ( Germania) (Dallara 304-Opel - JMS)
4. Ronny Wechselberger ( Germania) (Dallara 304-Opel - Schwadtke)
5. Rolf Biland ( Svizzera) (Dallara 304-Toyota - Schuler)
6. Hiroyuki Matsumura ( Giappone) (Dallara 304-Opel - SRT)
7. Urs Ruttimann ( Svizzera) (Dallara 304-Opel - Zeller)
8. Marcel Schuler ( Germania) (Dallara 304-Toyota - Schuler)
9. Martin Konrad ( Austria) (Dallara 304-Opel - Wöss)
10. Helmut Ebert ( Germania) (Dallara 304-Opel - Rossler)

04. Nurburgring (Circuito corto) ( Germania) (16-17/06/2006)
Ordine d'arrivo Gara 1: (15 giri per un totale di 54,435 km)
Polesitter: Ferdinand Kool ( Paesi Bassi) (Lola B06/30-Opel - JB) in 1'39.651
Classifica assoluta:
1. Ho-Pin Tung ( Cina) (Lola B06/30-Opel - JB) in 25'07.203
2. Joey Foster ( Regno Unito) (Lola B06/30-Opel - HS) a 1"820
3. Ferdinand Kool ( Paesi Bassi) (Lola B06/30-Opel - JB) a 3"258
4. Harald Schlegelmilch ( Lettonia) (Dallara 304-Opel - HS) a 15"164
5. Nico Hülkenberg ( Germania) (Ligier JS47-Opel - Kaufmann) a 16"077
6. Marcello Thomaz ( Brasile) (Dallara 306-Opel - SRT) a 20"338
7. Renger Van der Zande ( Paesi Bassi) (Dallara 306-Mercedes - Seyffarth) a 21"195
8. Natacha Gachnang ( Svizzera) (Dallara 306-Opel - Bordoli) a 21"564
9. Cyndie Allemann ( Svizzera) (Dallara 306-Mercedes - Seyffarth) a 28"403
10. Johannes Theobald ( Germania) (Dallara 304-Mercedes - Seyffarth) a 32"289

Classe B:
1. Harald Schlegelmilch ( Lettonia) (Dallara 304-Opel - HS)
2. Johannes Theobald ( Germania) (Dallara 304-Mercedes - Seyffarth)
3. Ronny Wechselberger ( Germania) (Dallara 304-Opel - Schwadtke)
4. Rolf Biland ( Svizzera) (Dallara 304-Toyota - Schuler)
5. Christer Jons ( Germania) (Dallara 304-Opel - JMS)
6. Marika Diana ( Italia) (Dallara 304-Opel - FS)
7. Marcel Schuler ( Germania) (Dallara 304-Toyota - Schuler)
8. Petr Samek ( Rep. Ceca) (Dallara 304-Opel - KFR)
9. Helmut Ebert ( Giappone) (Dallara 304-Opel - Rossler)

Ordine d'arrivo Gara 2: (15 giri per un totale di 54,435 km)
Polesitter: Ho-Pin Tung ( Cina) (Lola B06/30-Opel - JB) in 1'40.087
Classifica assoluta:
1. Ho-Pin Tung ( Cina) (Lola B06/30-Opel - JB) in 25'13.358
2. Marcello Thomaz ( Brasile) (Dallara 306-Opel - SRT) a 12"651
3. Natacha Gachnang ( Svizzera) (Dallara 306-Opel - Bordoli) a 13"120
4. Recardo Bruins ( Corea del Sud) (Dallara 306-Opel - Van Amersfoort) a 15"316
5. Ferdinand Kool ( Paesi Bassi) (Lola B06/30-Opel - JB) a 16"980
6. Salvatore Gatto ( Italia) (SLC R1-006-Opel - Target) a 22"621
7. Cyndie Allemann ( Svizzera) (Dallara 306-Mercedes - Seyffarth) a 24"240
8. Joey Foster ( Regno Unito) (Lola B06/30-Opel - HS) a 27"895
9. Harald Schlegelmilch ( Lettonia) (Dallara 304-Opel - HS) a 30"083
10. Dominick Muermans ( Paesi Bassi) (Dallara 306-Opel - Van Amersfoort) a 35"105

Classe B:
1. Harald Schlegelmilch ( Lettonia) (Dallara 304-Opel - HS)
2. Johannes Theobald ( Germania) (Dallara 304-Mercedes - Seyffarth)
3. Rolf Biland ( Svizzera) (Dallara 304-Toyota - Schuler)
4. Ronny Wechselberger ( Germania) (Dallara 304-Opel - Schwadtke)
5. Petr Samek ( Rep. Ceca) (Dallara 304-Opel - KFR)
6. Marcel Schuler ( Germania) (Dallara 304-Toyota - Schuler)
7. Christer Jons ( Germania) (Dallara 304-Opel - JMS)
8. Martin Konrad ( Austria) (Dallara 304-Opel - Wöss)
9. Helmut Ebert ( Germania) (Dallara 304-Opel - Rossler)
10. Luca Iannaccone ( Italia) (Dallara 304-Renault - Leipert)

05. Assen (Circuito corto) ( Paesi Bassi) (15-16/07/2006)
Ordine d'arrivo Gara 1: (16 giri per un totale di 61,616 km)
Polesitter: Joey Foster ( Regno Unito) (Lola B06/30-Opel - HS) in 1'33.128
Classifica assoluta:
1. Johnny Cecotto Jr. ( Venezuela) (Dallara 306-Mugen - Ombra) in 25'28.145
2. Nico Hülkenberg ( Germania) (Ligier JS47-Opel - Kaufmann) a 1"307
3. Harald Schlegelmilch ( Lettonia) (Dallara 304-Opel - HS) a 9"777
4. Joey Foster ( Regno Unito) (Lola B06/30-Opel - HS) a 23"013
5. Renger Van der Zande ( Paesi Bassi) (Dallara 306-Mercedes - Seyffarth) a 24"758
6. Ho-Pin Tung ( Cina) (Lola B06/30-Opel - JB) a 24"758
7. Salvatore Gatto ( Italia) (SLC R1-006-Opel - Target) a 25"651
8. Riccardo Azzoli ( Italia) (SLC R1-006-Opel - Target) a 32"306
9. Christer Jons ( Germania) (Dallara 304-Opel - JMS) a 38"827
10. Dominick Muermans ( Paesi Bassi) (Dallara 306-Opel - Van Amersfoort) a 46"960

Classe B:
1. Harald Schlegelmilch ( Lettonia) (Dallara 304-Opel - HS)
2. Christer Jons ( Germania) (Dallara 304-Opel - JMS)
3. Ronny Wechselberger ( Germania) (Dallara 304-Opel - Schwadtke)
4. Johannes Theobald ( Germania) (Dallara 304-Mercedes - Seyffarth)
5. Marcel Schuler ( Germania) (Dallara 304-Toyota - Schuler)
6. Martin Konrad ( Austria) (Dallara 304-Opel - Wöss)
7. Marika Diana ( Italia) (Dallara 304-Opel - FS)
8. Luca Iannaccone ( Italia) (Dallara 304-Renault - Leipert)

Ordine d'arrivo Gara 2: (16 giri per un totale di 61,616 km)
Polesitter: Joey Foster ( Regno Unito) (Lola B06/30-Opel - HS) in 1'32.151
Classifica assoluta:
1. Harald Schlegelmilch ( Lettonia) (Dallara 304-Opel - HS) in 25'15.148
2. Nico Hülkenberg ( Germania) (Ligier JS47-Opel - Kaufmann) a 0"478
3. Ferdinand Kool ( Paesi Bassi) (Lola B06/30-Opel - JB) a 4"833
4. Johnny Cecotto Jr. ( Venezuela) (Dallara 306-Mugen - Ombra) a 5"642
5. Ho-Pin Tung ( Cina) (Lola B06/30-Opel - JB) a 9"103
6. Renger Van der Zande ( Paesi Bassi) (Dallara 306-Mercedes - Seyffarth) a 9"374
7. Recardo Bruins ( Corea del Sud) (Dallara 306-Opel - Van Amersfoort) a 31"290
8. Cyndie Allemann ( Svizzera) (Dallara 306-Mercedes - Seyffarth) a 36"376
9. Salvatore Gatto ( Italia) (SLC R1-006-Opel - Target) a 43"336
10. Riccardo Azzoli ( Italia) (SLC R1-006-Opel - Target) a 50"634

Classe B:
1. Harald Schlegelmilch ( Lettonia) (Dallara 304-Opel - HS)
2. Rolf Biland ( Svizzera) (Dallara 304-Toyota - Schuler)
3. Ronny Wechselberger ( Germania) (Dallara 304-Opel - Schwadtke)
4. Marcel Schuler ( Germania) (Dallara 304-Toyota - Schuler)
5. Christer Jons ( Germania) (Dallara 304-Opel - JMS)
6. Martin Konrad ( Austria) (Dallara 304-Opel - Wöss)
7. Leonardo Valois ( Slovacchia) (Dallara 304-Opel - KFR)
8. Johannes Theobald ( Germania) (Dallara 304-Mercedes - Seyffarth)

06. Lausitzring (Circuito ovale) ( Germania) (29-30/07/2006)
Ordine d'arrivo Gara 1: (31 giri per un totale di 100,936 km)
Polesitter: Cyndie Allemann ( Svizzera) (Dallara 306-Mercedes - Seyffarth) in 47.330
Classifica assoluta:
1. Ho-Pin Tung ( Cina) (Lola B06/30-Opel - JB) in 24'59.259
2. Cyndie Allemann ( Svizzera) (Dallara 306-Mercedes - Seyffarth) a 0"108
3. Renger Van der Zande ( Paesi Bassi) (Dallara 306-Mercedes - Seyffarth) a 0"217
4. Marcel Schuler ( Germania) (Dallara 304-Toyota - Schuler) a 0"226
5. Rolf Biland ( Svizzera) (Dallara 304-Toyota - Schuler) a 0"452
6. Marko Neveläinen ( Finlandia) (Dallara 304-Opel - Wöss) a 0"980
7. Martin Konrad ( Austria) (Dallara 304-Opel - Wöss) a 2"838
8. Norman Knop ( Germania) (Dallara 306-Opel - Leipert) a 4"515
9. Riccardo Azzoli ( Italia) (SLC R1-006-Opel - Target) a 8"369
10. Urs Ruttimann ( Svizzera) (Dallara 304-Opel - Zeller) a 1 giro

Classe B:
1. Marcel Schuler ( Germania) (Dallara 304-Toyota - Schuler)
2. Rolf Biland ( Svizzera) (Dallara 304-Toyota - Schuler)
3. Marko Neveläinen ( Finlandia) (Dallara 304-Opel - Wöss)
4. Martin Konrad ( Austria) (Dallara 304-Opel - Wöss)
5. Urs Ruttimann ( Svizzera) (Dallara 304-Opel - Zeller)
6. Leonardo Valois ( Slovacchia) (Dallara 304-Opel - KFR)
7. Luca Iannaccone ( Italia) (Dallara 304-Renault - Leipert)

Ordine d'arrivo Gara 2: (30 giri per un totale di 97,680 km)
Polesitter: Ferdinand Kool ( Paesi Bassi) (Lola B06/30-Opel - HS) in 47.105
Classifica assoluta:
1. Ferdinand Kool ( Paesi Bassi) (Lola B06/30-Opel - JB) in 25'42.338
2. Harald Schlegelmilch ( Lettonia) (Dallara 304-Opel - HS) a 0"017
3. Cyndie Allemann ( Svizzera) (Dallara 306-Mercedes - Seyffarth) a 0"336
4. Renger Van der Zande ( Paesi Bassi) (Dallara 306-Mercedes - Seyffarth) a 0"369
5. Leonardo Valois ( Slovacchia) (Dallara 304-Opel - KFR) a 0"480
6. Ronny Wechselberger ( Germania) (Dallara 304-Opel - Schwadtke) a 0"563
7. Ho-Pin Tung ( Cina) (Lola B06/30-Opel - JB) a 0"749
8. Nico Hülkenberg ( Germania) (Ligier JS47-Opel - Kaufmann) a 1"086
9. Rolf Biland ( Svizzera) (Dallara 304-Toyota - Schuler) a 1"196
10. Riccardo Azzoli ( Italia) (SLC R1-006-Opel - Target) a 1"392

Classe B:
1. Harald Schlegelmilch ( Lettonia) (Dallara 304-Opel - HS)
2. Leonardo Valois ( Slovacchia) (Dallara 304-Opel - KFR)
3. Ronny Wechselberger ( Germania) (Dallara 304-Opel - Schwadtke)
4. Rolf Biland ( Svizzera) (Dallara 304-Toyota - Schuler)
5. Marko Neveläinen ( Finlandia) (Dallara 304-Opel - Wöss)
6. Marcel Schuler ( Germania) (Dallara 304-Toyota - Schuler)
7. Martin Konrad ( Austria) (Dallara 304-Opel - Wöss)
8. Urs Ruttimann ( Svizzera) (Dallara 304-Opel - Zeller)
9. Luca Iannaccone ( Italia) (Dallara 304-Renault - Leipert)

07. Assen (Circuito corto) ( Paesi Bassi) (12-13/08/2006)
Ordine d'arrivo Gara 1: (16 giri per un totale di 61,616 km)
Polesitter: Harald Schlegelmilch ( Lettonia) (Dallara 304-Opel - HS) in 1'34.263
Classifica assoluta:
1. Harald Schlegelmilch ( Lettonia) (Dallara 304-Opel - HS) in 25'41.426
2. Renger Van der Zande ( Paesi Bassi) (Dallara 306-Mercedes - Seyffarth) a 9"934
3. Ferdinand Kool ( Paesi Bassi) (Lola B06/30-Opel - JB) a 16"284
4. Nico Hülkenberg ( Germania) (Ligier JS47-Opel - Kaufmann) a 19"075
5. Marcello Thomaz ( Brasile) (Dallara 306-Opel - SRT) a 23"261
6. Ho-Pin Tung ( Cina) (Lola B06/30-Opel - JB) a 23"805
7. Natacha Gachnang ( Svizzera) (Dallara 306-Opel - Bordoli) a 33"299
8. Nathan Antunes ( Australia) (Lola B06/30-Opel - HS) a 36"017
9. Ronny Wechselberger ( Germania) (Dallara 304-Opel - Schwadtke) a 43"047
10. Johannes Theobald ( Germania) (Dallara 304-Mercedes - Seyffarth) a 43"521

Classe B:
1. Harald Schlegelmilch ( Lettonia) (Dallara 304-Opel - HS)
2. Ronny Wechselberger ( Germania) (Dallara 304-Opel - Schwadtke)
3. Johannes Theobald ( Germania) (Dallara 304-Mercedes - Seyffarth)
4. Christer Jons ( Germania) (Dallara 304-Opel - JMS)
5. Rolf Biland ( Svizzera) (Dallara 304-Toyota - Schuler)
6. Marcel Schuler ( Germania) (Dallara 304-Toyota - Schuler)
7. Luca Iannaccone ( Italia) (Dallara 304-Renault - Leipert)
8. Bernd Deuling ( Germania) (Dallara 304-Opel - Deuling)

Ordine d'arrivo Gara 2: (16 giri per un totale di 61,616 km)
Polesitter: Harald Schlegelmilch ( Lettonia) (Dallara 304-Opel - HS) in 1'33.719
Classifica assoluta:
1. Harald Schlegelmilch ( Lettonia) (Dallara 304-Opel - HS) in 25'35.116
2. Ferdinand Kool ( Paesi Bassi) (Lola B06/30-Opel - JB) a 2"554
3. Nico Hülkenberg ( Germania) (Ligier JS47-Opel - Kaufmann) a 3"413
4. Renger Van der Zande ( Paesi Bassi) (Dallara 306-Mercedes - Seyffarth) a 9"765
5. Ho-Pin Tung ( Cina) (Lola B06/30-Opel - JB) a 9"874
6. Nathan Antunes ( Australia) (Lola B06/30-Opel - HS) a 20"635
7. Cyndie Allemann ( Svizzera) (Dallara 306-Mercedes - Seyffarth) a 29"846
8. Johnny Cecotto Jr. ( Venezuela) (SLC R1-006-Opel - Target) a 32"475
9. Johannes Theobald ( Germania) (Dallara 304-Mercedes - Seyffarth) a 43"664
10. Marcello Thomaz ( Brasile) (Dallara 306-Opel - SRT) a 46"572

Classe B:
1. Harald Schlegelmilch ( Lettonia) (Dallara 304-Opel - HS)
2. Johannes Theobald ( Germania) (Dallara 304-Mercedes - Seyffarth)
3. Marcel Schuler ( Germania) (Dallara 304-Toyota - Schuler)
4. Ronny Wechselberger ( Germania) (Dallara 304-Opel - Schwadtke)
5. Rolf Biland ( Svizzera) (Dallara 304-Toyota - Schuler)
6. Christer Jons ( Germania) (Dallara 304-Opel - JMS)
7. Michael Klein ( Germania) (Dallara 304-Opel - SRT)
8. Leonardo Valois ( Slovacchia) (Dallara 304-Opel - KFR)
9. Luca Iannaccone ( Italia) (Dallara 304-Renault - Leipert)
10. Bernd Deuling ( Germania) (Dallara 304-Opel - Deuling)

08. Salzburgring ( Austria) (16-17/09/2006)
Ordine d'arrivo Gara 1: (18 giri per un totale di 76,590 km)
Polesitter: Renger Van der Zande ( Paesi Bassi) (Dallara 306-Mercedes - Seyffarth) in 1'18.919
Classifica assoluta:
1. Nathan Antunes ( Australia) (Lola B06/30-Opel - HS) in 25'39.185
2. Ho-Pin Tung ( Cina) (Lola B06/30-Opel - JB) a 2"446
3. Renger Van der Zande ( Paesi Bassi) (Dallara 306-Mercedes - Seyffarth) a 2"710
4. Riccardo Azzoli ( Italia) (SLC R1-006-Opel - Target) a 3"854
5. Johnny Cecotto Jr. ( Venezuela) (SLC R1-006-Opel - Target) a 10"246
6. Johannes Theobald ( Germania) (Dallara 304-Mercedes - Seyffarth) a 11"611
7. Nico Hülkenberg ( Germania) (Ligier JS47-Opel - Kaufmann) a 11"967
8. Recardo Bruins ( Corea del Sud) (Dallara 306-Opel - Van Amersfoort) a 12"220
9. Ronny Wechselberger ( Germania) (Dallara 304-Opel - Schwadtke) a 12"911
10. Mattia Pavoni ( Italia) (Dallara 306-Mugen - Ombra) a 15"376

Classe B:
1. Johannes Theobald ( Germania) (Dallara 304-Mercedes - Seyffarth)
2. Ronny Wechselberger ( Germania) (Dallara 304-Opel - Schwadtke)
3. Urs Ruttimann ( Svizzera) (Dallara 304-Opel - Zeller)
4. Michael Klein ( Germania) (Dallara 304-Opel - SRT)
5. Harald Schlegelmilch ( Lettonia) (Dallara 304-Opel - HS)
6. Rolf Biland ( Svizzera) (Dallara 304-Toyota - Schuler)
7. Martin Konrad ( Austria) (Dallara 304-Opel - Wöss)
8. Denis Watt ( Austria) (Dallara 304-Opel - Wöss)
9. Marcel Schuler ( Germania) (Dallara 304-Toyota - Schuler)
10. Petr Samek ( Rep. Ceca) (Dallara 304-Opel - KFR)

Ordine d'arrivo Gara 2: (17 giri per un totale di 72,355 km)
Polesitter: Nathan Antunes ( Australia) (Lola B06/30-Opel - HS) in 1'19.518
Classifica assoluta:
1. Ho-Pin Tung ( Cina) (Lola B06/30-Opel - JB) in 25'27.969
2. Renger Van der Zande ( Paesi Bassi) (Dallara 306-Mercedes - Seyffarth) a 0"312
3. Ferdinand Kool ( Paesi Bassi) (Lola B06/30-Opel - JB) a 1"098
4. Harald Schlegelmilch ( Lettonia) (Dallara 304-Opel - HS) a 1"710
5. Cyndie Allemann ( Svizzera) (Dallara 306-Mercedes - Seyffarth) a 1"850
6. Recardo Bruins ( Corea del Sud) (Dallara 306-Opel - Van Amersfoort) a 1"899
7. Johannes Theobald ( Germania) (Dallara 304-Mercedes - Seyffarth) a 2"293
8. Ronny Wechselberger ( Germania) (Dallara 304-Opel - Schwadtke) a 2"475
9. Riccardo Azzoli ( Italia) (SLC R1-006-Opel - Target) a 2"977
10. Dominick Muermans ( Paesi Bassi) (Dallara 306-Opel - Van Amersfoort) a 3"284

Classe B:
1. Harald Schlegelmilch ( Lettonia) (Dallara 304-Opel - HS)
2. Johannes Theobald ( Germania) (Dallara 304-Mercedes - Seyffarth)
3. Ronny Wechselberger ( Germania) (Dallara 304-Opel - Schwadtke)
4. Marco Oberhäuser ( Austria) (Dallara 304-Opel - Neuhäuser)
5. Marcel Schuler ( Germania) (Dallara 304-Toyota - Schuler)
6. Rolf Biland ( Svizzera) (Dallara 304-Toyota - Schuler)
7. Petr Samek ( Rep. Ceca) (Dallara 304-Opel - KFR)
8. Martin Konrad ( Austria) (Dallara 304-Opel - Wöss)
9. Denis Watt ( Austria) (Dallara 304-Opel - Wöss)
10. Luca Iannaccone ( Italia) (Dallara 304-Renault - Leipert)

09. Oschersleben ( Germania) (30/09-01/10/2006)
Ordine d'arrivo Gara 1: (19 giri per un totale di 69,692 km)
Polesitter: Ho-Pin Tung ( Cina) (Lola B06/30-Opel - JB) in 1'19.867
Classifica assoluta:
1. Ho-Pin Tung ( Cina) (Lola B06/30-Opel - JB) in 25'57.556
2. Renger Van der Zande ( Paesi Bassi) (Dallara 306-Mercedes - Seyffarth) a 3"029
3. Ferdinand Kool ( Paesi Bassi) (Lola B06/30-Opel - JB) a 7"153
4. Harald Schlegelmilch ( Lettonia) (Dallara 304-Opel - HS) a 13"045
5. Nathan Antunes ( Australia) (Lola B06/30-Opel - HS) a 18"213
6. Recardo Bruins ( Corea del Sud) (Dallara 306-Opel - Van Amersfoort) a 20"859
7. Natacha Gachnang ( Svizzera) (Dallara 306-Opel - Bordoli) a 28"461
8. Dominick Muermans ( Paesi Bassi) (Dallara 306-Opel - Van Amersfoort) a 33"066
9. Marcello Thomaz ( Brasile) (Dallara 306-Opel - SRT) a 34"228
10. Riccardo Azzoli ( Italia) (SLC R1-006-Opel - Target) a 40"987

Classe B:
1. Harald Schlegelmilch ( Lettonia) (Dallara 304-Opel - HS)
2. Ronny Wechselberger ( Germania) (Dallara 304-Opel - Schwadtke)
3. Rolf Biland ( Svizzera) (Dallara 304-Toyota - Schuler)
4. Johannes Theobald ( Germania) (Dallara 304-Mercedes - Seyffarth)
5. Michael Klein ( Germania) (Dallara 304-Opel - SRT)
6. Martin Konrad ( Austria) (Dallara 304-Opel - Wöss)
7. Bernd Deuling ( Germania) (Dallara 304-Opel - Deuling)
8. Luca Iannaccone ( Italia) (Dallara 304-Renault - Leipert)

Ordine d'arrivo Gara 2: (19 giri per un totale di 69,692 km)
Polesitter: Ho-Pin Tung ( Cina) (Lola B06/30-Opel - JB) in 1'20.130
Classifica assoluta:
1. Ho-Pin Tung ( Cina) (Lola B06/30-Opel - JB) in 25'45.599
2. Recardo Bruins ( Corea del Sud) (Dallara 306-Opel - Van Amersfoort) a 7"637
3. Nathan Antunes ( Australia) (Lola B06/30-Opel - HS) a 24"032
4. Harald Schlegelmilch ( Lettonia) (Dallara 304-Opel - HS) a 24"386
5. Ferdinand Kool ( Paesi Bassi) (Lola B06/30-Opel - JB) a 25"013
6. Renger Van der Zande ( Paesi Bassi) (Dallara 306-Mercedes - Seyffarth) a 26"114
7. Dominick Muermans ( Paesi Bassi) (Dallara 306-Opel - Van Amersfoort) a 26"978
8. Ronny Wechselberger ( Germania) (Dallara 304-Opel - Schwadtke) a 47"668
9. Benjamin Leuchter ( Germania) (Dallara 306-Opel - Rossler) a 50"112
10. Cyndie Allemann ( Svizzera) (Dallara 306-Mercedes - Seyffarth) a 50"336

Classe B:
1. Harald Schlegelmilch ( Lettonia) (Dallara 304-Opel - HS)
2. Ronny Wechselberger ( Germania) (Dallara 304-Opel - Schwadtke)
3. Johannes Theobald ( Germania) (Dallara 304-Mercedes - Seyffarth)
4. Michael Klein ( Germania) (Dallara 304-Opel - SRT)
5. Rolf Biland ( Svizzera) (Dallara 304-Toyota - Schuler)
6. Marcel Schuler ( Germania) (Dallara 304-Toyota - Schuler)
7. Martin Konrad ( Austria) (Dallara 304-Opel - Wöss)
8. Leonardo Valois ( Slovacchia) (Dallara 304-Opel - KFR)
9. Bernd Deuling ( Germania) (Dallara 304-Opel - Deuling)
10. Luca Iannaccone ( Italia) (Dallara 304-Renault - Leipert)

## Classifica generale
Classifica assoluta:
1. Ho-Pin Tung ( Cina) (JB) 145
2. Ferdinand Kool ( Paesi Bassi) (JB) 99
3. Harald Schlegelmilch ( Lettonia) (HS) 91
4. Renger Van der Zande ( Paesi Bassi) (Seyffarth) 89
5. Nico Hülkenberg ( Germania) (Kaufmann) 78
6. Joey Foster ( Regno Unito) (HS) 76
7. Recardo Bruins ( Corea del Sud) (Van Amersfoort) 38
8. Riccardo Azzoli ( Italia) (Target]) 38
9. Cyndie Allemann ( Svizzera) (Seyffarth) 30
10. Nathan Antunes ( Australia) (HS) 25
11. Johnny Cecotto Jr. ( Venezuela) (Ombra/Target]) 20
12. Marcello Thomaz ( Brasile) (SRT/Target]) 17
13. Natacha Gachnang ( Svizzera) (Bordoli) 11
14. Johannes Theobald ( Germania) (Seyffarth) 11
15. Salvatore Gatto ( Italia) (Target]) 10
16. Dominik Schraml ( Germania) (SRT) 8
17. Ronny Wechselberger ( Germania) (Schwadtke) 7
18. Marcel Schuler ( Germania) (Schuler) 5
19. Leonardo Valois ( Slovacchia) (KFR) 5
20. Rolf Biland ( Svizzera) (Schuler) 4
21. Hiroyuki Matsumura ( Giappone) (SRT) 3
22. Dominick Muermans ( Paesi Bassi) (Van Amersfoort) 3
23. Martin Konrad ( Austria) (Wöss) 2
24. Norman Knop ( Germania) (Leipert) 2

Classe B:
1. Harald Schlegelmilch ( Lettonia) (HS) 152
2. Johannes Theobald ( Germania) (Seyffarth) 126
3. Ronny Wechselberger ( Germania) (Schwadtke) 118
4. Rolf Biland ( Svizzera) (Schuler) 93
5. Marcel Schuler ( Germania) (Schuler) 50
6. Christer Jons ( Germania) (JMS) 48
7. Martin Konrad ( Austria) (Wöss) 28
8. Petr Samek ( Rep. Ceca) (KFR) 19
9. Michael Klein ( Germania) (SRT) 18
10. Marcello Thomaz ( Brasile) (SRT) 18
11. Natacha Gachnang ( Svizzera) (Bordoli) 17
12. Leonardo Valois ( Slovacchia) (KFR) 16
13. Urs Ruttimann ( Svizzera) (Zeller) 13
14. Juho Annala ( Finlandia) (Performance) 12
15. Marko Neveläinen ( Finlandia) (Wöss) 10
16. Luca Iannaccone ( Italia) (Leipert) 7
17. Hiroyuki Matsumura ( Giappone) (SRT) 6
18. Pablo Sander ( Germania) (Leipert) 6
19. Marco Oberhäuser ( Austria) (Neuhäuser) 5
20. Marika Diana ( Italia) (FS) 5
21. Bernd Deuling ( Germania) (Deuling) 5
22. Helmut Ebert ( Germania) (Rossler) 3
23. Denis Watt ( Austria) (Wöss) 3
24. Christopher Kuntz ( Germania) (Wöss) 1